# Ignacio Agustí Peypoch
Ignacio Agustí Peypoch (Lliçà de Vall, 3 settembre 1913 – Barcellona, 26 febbraio 1974) è stato uno scrittore e giornalista spagnolo.

## Opere
- 1932 – El veler
- 1942 – Los surcos
- La ceniza fue árbol
  - 1944 – Mariona Rebull
  - 1945 – El viudo Ríus
  - 1957 – Desiderio
- 1965 – El 19 de julio
- 1972 – Guerra civil
- 1975 – Ganas de hablar